# アジア醸造所
アジア醸造所(Asia Brewery, Inc.)はフィリピンの飲料会社。上場持株会社で陳永栽(ルシオ・タン)が所有するLTグループに属している。フィリピンに存在する2社のビール会社の一つであり、ノンアルコール飲料も製造している。

## 歴史
アジア醸造所は1982年1月27日に陳永栽によって設立され、ラグナ州カブヤオのビール醸造所として発足し、ビアハウゼン・パールピルセン(Beer Hausen Pale Pilsen)を展開した。その後、マニラビール(Manila Beer)が1985年に、ビア・パールピルセン(Beer Pale Pilsen)が1988年に続いた。ビア・パールピルセンの発表はサン・ミゲルとの競争の中発表され、サン・ミゲルのものと類似した味、名称であったために多くの論争を呼んだ。現在は同ブランドはビア・ナ・ビア(Beer Na Beer)と呼ばれている。
1992年、企業は東ミサミス州エル・サルバドルに年産2億リットルのビール生産が可能な2箇所目の醸造所を設置した。ボトルウォーターのSummitとAbsolute、冷茶飲料のPacific Sun、スポーツ飲料の100plusやエナジー飲料のCobra、アルコールミックスのタンドゥアイ Iceやタンドゥアイ Black"alcomixes"など生産ラインの稼動など多様化も始まった。国際市場への進出も検討している。

## 国際ブランド
コルト45をライセンス生産、アサヒスーパードライを販売している。かつてはカールスバーグ(1987)、バドワイザー(1997)、ローンスター(1999)のライセンスを得ていた。
2007年、ヴァージン・コーラの終了まで子会社のInterBevフィリピンを通じてヴァージン・コーラのボトラーとなった。
2011年、タイのグリーンスポット社(Green Spot Company Ltd.)から特定の販売マイルストーンが与えられた合弁合意の下での製品製造をオプションとしてVitamilk soy milkのフィリピンでの販売権を得た。
2012年、同社はスペインの乳製品会社Grupo Leche Pascual(現Calidad Pascual)との合弁でAB Pascual Foodsを設立し、ヨーグルト市場に参入することを発表した。合弁企業はクリーム・ディライト・ヨーグルトの輸入を行い、2-3年でフィリピン国内にヨーグルト工場の設置を計画している。
2014年3月、ネスティのRTD版の生産と販売のライセンスをコカコーラ・ボトラーズ・フィリピンから得たと公表した。

## 醸造所
- ラグナ州カブヤオ
- 東ミサミス州エル・サルバドル（英語版）

## 製品
| ビール: - ビア・ナ・ビア(Beer Na Beer) - コルト45 - ライセンス生産 - アサヒスーパードライ – 販売 - Brew Kettle (ヴィット) アルコールミックス: - タンドゥアイ Ice (ウォッカ風味) - タンドゥアイ Ice Zero (ウォッカ風味) - タンドゥアイ Black (キューバ・リブレ) ワイン: - Ultimo Craft - Vivo Wine - Red Oak Sangria | ノンアルコール飲料: - アブソリュート蒸留飲料水(Absolute Distilled Drinking Water) - サミット天然飲料水(Summit Natural Drinking Water) - コブラ・エナジードリンク(Cobra Energy Drink) - Coco Fresh - Pacific Sun Coco Fresh Coconut Water - ネスティ (RTD) - ライセンス - サンキスト - ライセンス 乳製品: - ビタミルク豆乳 (Vitamilk Soy Milk) – 販売 - クリーミー・ディライト(Creamy Delight Yogurt) | 販売終了: - ビアハウゼン・パールピルセン(Beer Hausen Pale Pilsen) - Max Premium Beer - Stag Pale Pilsen - Q Shandy - Colt Ice - Pacific Sun (iced tea drink) - Feelgood (juice drink) - Summit Vitamin Water - Summit Clear - カールスバーグ – ライセンス - ローンスター – ライセンス - バドワイザー – ライセンス - ヴァージン・コーラ – ライセンス - クアーズ・オリジナル – ライセンス - クアーズ・ライト – ライセンス - Magnum 8.8 Alcomix - Roots Ginger Brew sparkling non-alcoholic drink - 100PLUS スポーツドリンク - Manila Beer - Manila Beer Light |

## バスケットボールチーム
- Cobra Energy Drink Iron Men (PBL（英語版）, 2009-2010; PBA D-League（英語版）, 2011)
- Stag Pale Pilseners (PBL（英語版）, 1995-1996)
- Manila Beer Brewmasters (PBA, 1984-1986)

## 註
1. ↑  Asia Brewery, Inc. v. The Hon. Court of Appeals and San Miguel Corporation (Supreme Court of the Philippines July 5, 1993). Text
2. ↑   http://business.inquirer.net/104639/asia-brewery-to-expand-throughout-asia
3. ↑   http://business.inquirer.net/83930/asahi-breweries-lucio-tan-firm-eye-tie-up
4. ↑   http://www.philstar.com/business/2013/01/27/901445/asia-brewery-bags-deal-sell-asahi-beer-phl
5. ↑  http://www.interaksyon.com/business/49576/asia-brewery-grupo-leche-pascual-tie-up-aims-to-double-philippine-yogurt-market
6. ↑  http://www.rappler.com/business/31670-asia-brewery-goes-into-yoghurt-and-soy-milk
7. ↑  http://www.interaksyon.com/business/64425/asia-brewery-eyes-dairy-manufacturing-hub-in-laguna-for-exports-to-southeast-asia
8. ↑  http://www.philstar.com/business/2013/03/20/921681/lt-group-bares-expansion-plans-operating-units